# かりあげクン
『かりあげクン』は、植田まさしによる日本の4コマ漫画作品。
2016年、第45回日本漫画家協会賞・大賞を受賞。2020年には連載開始40周年を迎えた。
1989年にはフジテレビ系列でテレビアニメ化された。
2023年1月期にBS松竹東急にてテレビドラマ化された。

## 内容
いたずら好きのサラリーマン「かりあげクン」ことかりあげ正太が巻き起こす騒動を描く。開始当初から流行・時事ネタやブラックジョークを題材としてきたことで知られている。時事ネタ以外では鉄道と麻雀に関連する作品が多く、前者は通勤電車はもちろんのこと新幹線や夜行列車を舞台にしたネタが頻繁に登場したほか、連載開始当初はキセルやストライキに関するネタが多数登場していた。

## 作品解説

### 連載までの経緯
1971年にデビューして以来漫画家として売れつつあった植田のもとに、双葉社から短期集中連載のオファーが寄せられたことが本作の連載のきっかけである。
元々、植田の漫画は登場人物たちが大騒ぎするような作風ではなかったため、編集者から主人公が目立たないという指摘が寄せられた。
これを受け植田は「一番目立たない感じで目立つ」というコンセプトの元、主人公を刈り上げ頭の人物にすることを思い立ち、本作の主人公・かりあげ正太となった。また、普段表情をあまり変えないかりあげが心情を吐露するとキャラクターが崩壊するため、かりあげと行動を共にする同僚がかりあげの気持ちを表現するキャラクターとして生み出された。
そして、本作は1980年より双葉社から発行された雑誌『漫画アクション』で『ほんにゃらゴッコ』という題名で連載が開始された。この時は題名に「かりあげクン」の表記はなく、かりあげが全く登場しない作品もあった。のちに本作は『ほんにゃらゴッコ かりあげクン』と改題された。

### 掲載誌の移動
1999年からは、『まんがタウン』および『まんがタウンオリジナル』に移行し、『週刊大衆』でも連載された。『まんがタウン』では巻末に2色カラーで掲載されており、2009年2月号で連載1500回を迎えた。また、2010年には連載終了した『クレヨンしんちゃん』に代わって一時期だが『まんがタウン』の表紙中央を飾り、連載30周年記念企画として総集編『かりあげクンBLACK・PINK』も刊行された（単行本と同じカバー付きのA5版）。単行本は双葉社から発売されている。2023年12月、『まんがタウン』の休刊により、『漫画アクション』への移籍を発表、翌2024年4号から移籍連載を開始。

### 作風の変化
前述の通り、開始当初から当時の流行や時事ネタを題材としてきたが、植田は近年ではどぎつい風刺や時事ネタなどをあまり使わなくなってきたとインタビューの中で話しており、前者については社会の規制が強くなったためだと分析しており、「昔と比べ、当時は風刺のつもりで描いていても、現代だとそれが“攻撃”だとか“差別”だとかに捉えられてしまう。[中略]そんな現代、風刺ものを描く人は相当にやりづらいでしょうね」と話している。植田は後者について、単行本化するまでにネタが古くなり、読者が理解できなくなるためだと述べており、普遍的な面白さを目指しているとも話している。
本作は登場人物は連載当初から年を取らない方針で物語が進められており、作中風景や小道具なども時代の流れとともに変化している。衣輪晋一は時代の変化が物語に影響を及ぼした例として携帯電話やスマートフォンの登場を挙げており、通信技術の発達によって木村課長がかりあげと連絡が取れずやきもきするドラマ性が薄れてしまったと指摘している。

## ほんにゃら産業
かりあげが勤める企業。企業形態は商社となっており（アニメ版初期は『ほんにゃら商事』となっていた。後述）、食用油や接着剤の輸入取引を行っている描写がある。なお、「足踏み式餅つき機」や「尻形ガスコンロ」（尻に火がつくのことわざに因んだもの）など独特な新製品を開発しているシーンもある。
現在の社長は木下藤吉。原作では2代目であるが、祖父の時代から続く3代目、もしくは初代から一代で築き上げたという設定もあり、詳細はあやふやとなっている。アニメ版では会社を一代で築き上げたという設定になっており、「ほんにゃら商店」という貧相な小屋からのスタートであった。かりあげに「なりきん」と評されている。
親会社が存在し、ライバル意識を燃やしている。しかし、社会人野球の対抗戦では試合はとうに諦めて弁当売りに社長自ら精を出していた。会社主催のゴルフ大会では優勝者にはトロフィーを授与するものの、2位にはトロフィーの蓋などかなり落差のある内容だった。
子会社もあり、1つは成長してほんにゃら産業と同じ規模の会社になったらしく、木村課長のようにヒゲを生やした社員や、かりあげみたいなふざけた社員がいるなどでかりあげはクローン会社と呼んでいる。これ以外にも全国にいくつか支社（大阪、富山、新潟、山形など）がある他、日本国外（ニューヨーク）に支社もある。大阪支社は遠近法で高層ビルに見えるという変わった建築構造をしている。
経営は常に右肩下がりのようだが、福利厚生は充実しており、毎年社員旅行や社内運動会が開かれている。また、野球部やボート部など社会人チームを多く設けている。テレビCMを放送したこともあるが、プロ野球中継の実況席に無断で自社の看板を掲げた（かりあげが職員に取り押さえられている描写がある）だけという、CMとは言い難いものだった。しかし後に一社提供番組のスポンサーとなっている。
自社ビルを保有しているが老朽化が激しく、一時期高層ビルに建て替える構想もあったようだが頓挫している。至る所で雨漏りがする、周囲に高層ビルが立ち並んで日が当たりにくい、入社希望の社員が集まらずかりあげをクビにして入社試験を受けさせるなど、惨めなエピソードには事欠かない。とはいえ、21世紀以降は設備の近代化が進み、ノートパソコンや分煙のための喫煙室、ロボット掃除機なども設けられるようになった。
社内には労働組合があり、毎年春闘が行われている。かりあげも労組に所属しているが、労使交渉の際には（自分だけ給料を上げてもらいたいため）社長側に付くこともありまじめに活動をしない。給料と思いきや支給される出前の品の交渉だったり、不景気で勝つ見込みがないと参加者が出ないなど大した成果は上げていない。

## 登場人物
連載が長期に渡っているため、社会情勢の変化に伴い自然消滅した設定も多い（かりあげがパソコンが苦手である、木下社長に従軍経験があったり関東大震災を経験していたりする、木村課長が進駐軍にチョコをもらったことがあるなど）。
声の項はテレビアニメの声優。
かりあげ正太（かりあげ しょうた）
声 - 塩屋翼
かりあげ頭が特徴のこの漫画の主人公。初期は「庄太」と表記されていた。29歳。体重59kg。血液型はA型で、Rhはマイナスと非常に珍しい。
ほんにゃら産業の営業課に勤務する万年平社員のサラリーマン。営業課のお荷物で勤務態度は非常に悪く、居眠りをしているか何かいたずらをしているだけで、まっとうに仕事をしない。外回りに出てもせっかくの契約を打ち切られて帰ってくることが多く、営業成績はいつもビリの会社のやっかい者。
いたずらに関しては天才的なひらめきを見せ、日常の些細な事からもたちまちいたずらのタネを見つけ出して、周囲の人間に嫌がらせをすることに超人的な才能を持っている。常にポーカーフェイスで飄々とした表情を崩さず、何事にも動じない。たまに何かしら失敗をしてもすぐに誰かへのいたずらに転化してしまうなど、転んでもただでは起きない性格。ゴマをすること、命令されること、人と同じことをすることが大嫌い。たまに良いこともするが人に言われた場合などは意地でもやらないか、やってもひねくれた行動を取ったりいたずらで仕返しをする。
「富士見荘」というアパートの1階の端側に住んでいる（2階に住んでいたときもあった）。独身で、一人暮らし。
女性にはまるで縁がなく、同僚の女性社員たちからも常日頃からいたずらを繰り返しているために毛嫌いされており、全く相手にしてもらえない（ただし、時折デートをしている描写もある）。面食いであることを公言しており、顔が不細工な女性とお見合いするときは、自ら破談に持ち込むように仕掛けている。また、同僚女性のスナップ写真を撮る際に「モデルを替えてください」と暴言を吐いたことがある。さらに、貧乳の女性に対してもそれをなじる描写が多い。
手先が器用でいたずら用の道具をこまめに作っている。その延長上で着ぐるみやコスプレのようないたずら用の衣装まで作り、おかしな格好で街へ出ては人を驚かして楽しんでいる。変わった所ではフィギュアの造形技術も高く、会社の同僚をフィギュアで作成したことがある。
いたずら以外の趣味は賭け事（麻雀に強い）と料理。その他、登山と陶芸、茶道、釣りなど多趣味。特に料理の腕は一流で友人にも絶賛されるほどだが、その性格のためにろくな食べさせ方をしないことが多々ある。鯖アレルギーらしく、全身にじんましんを患ったことがある。
「貧弱な身体をしている」と評され、中肉中背（最近中年太りが入ってきている）として描写されているものの、いろいろなスポーツをよくしている。特にスキーやサーフィンはかなり上手い。
社内野球にも参加しており、ポジションは主に外野や捕手を担当しているが、他のポジションを守っていることもある。試合中に塁に小便をかけて盗塁を防ぐ、自軍のチャンスにベースを蹴っ飛ばしてランナーを混乱させるなどふざけたプレーばかりしているが、不思議とクビは言い渡されない。守備も打撃もあまり得意ではないようであり、必ず一試合で一回三振してしまう。背番号は初期は10だったが最近は8が多い。好きな球団は中日ドラゴンズ（アニメ45話Cパートより）。
一部例外を除き同じ紺色（アニメ版では青）のチェック柄のスーツを着ている。夏服と冬服も全く同じ柄である。また、いわゆるテスト採点のペケの形のチェック柄のスーツも持っている。赤ん坊の時からヘアスタイルは全く変わっていない。剃り落とす部分は夏と冬で大きく変わるが、外見上は区別が付かない。また、自分専用の後ろ髪のスケールがある。髪型には独特のこだわりがあるらしく、理容師に「たまには違う髪形にしてみては」と言われても、「ダサいのは嫌い」とはねつけている。同僚もすっかり見慣れていて、「刈上げ頭以外は似合わない」と評価している。横向きの顔がほとんどのため、写真などで正面から見ると片側から髪を伸ばしたような不自然な髪形になる。「形状記憶頭髪」と自称するほど癖の強い髪で、一度パーマをかけたことがあったが、帰りに銭湯でお湯をかぶったら簡単に元の直毛に戻ってしまった。風呂上りにワックスでセットしているらしい。アニメ版ではキャラクターを特徴付けるため、後頭部の刈り上げた部分を「ポリポリ」と後ろ手で掻く癖が設定された（これはいたずらを実行するサインでもある）。
学歴は原作では「三流大学出」、アニメでも「ロクな大学を出ていない」とのことである（第26回の3話目より）。資格は特にないが、車の免許は一応持っており、友人の鈴木と代金を折半して共有というかたちで購入した中古車が数回登場している。だが後部座席の窓が閉まらなくなるどトラブルが絶えず、「どんどんボロくなっていく」と指摘されるほど手入れが行き届いていない。
給料はひどく安く、ガマン大会で表彰されたことがあるほど。いつも家賃や諸経費（水道・新聞・電気・クリーニング代など）のツケを溜めており、頻繁に取り立てに遭っているが、いたずらで追い出すことが多い。馴染みのレストランでは給料前で懐が寒い時に代金を払わずに皿洗いなど働いて返す「裏メニュー」（料理によって皿洗い何時間などと割り当てられている）なるものまで用意されており、生活が苦しいときはよく利用する。一方で、貧乏のはずがテレビだけはその都度最新のものに買い換えるなど電化製品を頻繁に買っている。過去にはパソコンが苦手という設定があったが現在では使いこなしており、会社のネットワークに侵入してきたハッカーを逆にコンピュータウイルス（自作らしい）に引っ掛けたりしている。なお、かりあげの風邪のウイルスは、会社のパソコンのコンピュータウイルスを死滅させるほど強力である。
家族・親戚はこれまで登場したことがない。かりあげの言動等で明らかになっている家族は姉がいることと、青森県と大阪府に住む叔父・伯母がいる等ごく僅かである。もみあげクンや木村課長の息子など子供受けが良く、一緒にイタズラを企てることもある。アパートはネズミとゴキブリの巣窟で、ネズミには友達扱いされている。アニメ版ではかりあげに似たゴキブリが登場した（第33話Cパートで初登場、第48話にも登場）。また、近所の野良猫や温泉にいる猿とも不思議に好かれる。
木村隆二（きむら りゅうじ）
声 - 野田圭一
かりあげの上司。ほんにゃら産業営業課課長。かりあげのいたずらの最大の被害者であり、出来の悪い部下を抱えて神経をすり減らす毎日を送っている。通称「木村課長」。年齢46歳（原作初期では「鈴木課長」と呼ばれていた）。20年連れ添った妻と、タカシという一人息子がいる。小さいながらもマイホームを構えてそれなりに幸せな家庭を築いているが、時折かりあげが上がり込んで、一家の団欒をぶち壊して帰ってゆく。
典型的な中間管理職で、部下のミスや遅刻はもちろん、ちょっとした小さなミスでも「バカモン!」と怒鳴り散らすため、部下からの評判はあまりよくない。その反面、木下社長を始め上役にはいつもゴマをすっている。家庭内でも厳格で、息子のタカシにも厳しく接している。一方で、夫婦ゲンカが始まると妻には全く歯が立たない恐妻家（アニメ49話Bパート）。
これでも昔はいたずらで馴らしたと言うが、かりあげには敵わなかった。時にはかりあげと組んでいたずらめいたことをしたり、黙認することもある。一度、かりあげの爪のアカが入ったお茶を知らずに飲み、かりあげのようにいたずら好きになったり、床屋でかりあげと同様のヘアスタイルにされたこともあった。しかし自他共に認めるかりあげの被害者でありながら、公私共にかりあげと行動することが多く（かりあげが課長の家を頻繁に訪問する、課長の給料の額を知っている、果ては課長の妻のへそくりの隠し場所および金額なども知っている、など）、プライベートでも関係は深い。特にかりあげが社長から解雇を通告された時は、「アイツは俺の部下だからな」とかりあげを気遣ったりするなど、必ずしもかりあげに対し敵意をむき出しにしているわけではない（アニメ2話Cパート）。
早大商学部卒とも言われているが、知性がうかがえる描写は雑学以外ほとんどない。趣味は多いが、中でもゴルフが大好きで、たとえ悪天候でもゴルフに行こうとするほか、法事と偽ってゴルフに出かけたこともある（かりあげの「芝の増上寺はラフが深いんですよね」という誘導に引っかかりバレてしまった）。教え魔でもあるがあまり上手くない。また、旅行先などで酒に酔った状態であると卓球が強い描写がある。野球も好きで、熱狂的な阪神ファン。カラオケも好きで、一度マイクを持ったらなかなか離さないので迷惑がられている。自宅でうどんやそばを打って部下に振舞うことがあり、味に関する評判はなかなかのもの。アニメ版ではゴルフ好きの設定からか、肌が黒く描かれていた。
水虫や高血圧を患っている描写が多い。
たまに妻に隠れてピンク系の店に足を運ぶことがあり、「キーさん」というあだ名がついている。後でかりあげにバラされて一騒動起こることもある。うなじフェチで、女性の髪型はポニーテールが好み。
木村課長夫人
声 - 三田ゆう子
原作では毎回微妙だが、顔が変わっている。アニメ版では6話Aパートで初登場、49話Bパートで課長と夫婦ゲンカで圧勝する強さを持ち、同話で近所の人の影響を受けやすい女性。アニメ版ではメガネを着用（原作でもその描写がある）。
木村 タカシ
声 - 鈴木砂織
木村課長の一人息子で、小学五年生。通知票が「オール4」で、秀才の一面をうかがえる描写もあるが、「勉強はできない」という設定が多い。
6話Aパートで初登場、以降かりあげに影響され学校で悪さをするようになった。いじめられっ子の時があった。かりあげを慕っている。
山田 ヨシコ
声 - 浦和めぐみ
木村課長の姪。一時期短期アルバイトとして、ほんにゃら商事営業課に勤めていたことがある。課長の紹介で仕事をしていたが、課長は容赦なく泣くほど厳しく接していた（大竹係長があまりの厳しさを諌めたほど）。しかしかりあげに慰めてもらうと同時に「いたずらというストレス解消法」を教えてもらって、会社に慣れてきたころには真面目な性格にもかかわらず、かりあげと一緒にいたずらを始め、最終日までいたずらを続けていた。ターゲットは主に木村課長（1989年12月19日放送の第2話「すっかり慣れました」、第3話「イタズラおさめ」とアニメ版のみ登場）。
木下藤吉（きのした とうきち）
声 - 八奈見乗児
ほんにゃら産業の社長で、通称「木下社長」。木村課長と同じくいたずらの被害者。常に青息吐息の会社の経営やめっきり薄くなった頭髪を、常にかりあげのいたずらのネタにされている。原作では2代目社長だが、アニメ版では創立者とされており、設定は若干流動的となっている。
年齢は不詳だが、本人曰く「関東大震災を経験している」らしい。歯は総入れ歯、頭はバーコード（かりあげが調べたところ385円）だが、若いころは男前であった。入れ歯による口臭と、顔にできているシミにコンプレックスを抱いている。肌の手入れは朝昼晩と欠かしていないと言うが、年齢には逆らえない様子。江の島水族館に顔がそっくりなタコがおり、かりあげが「うちの社長」と落書きをしたところ後日社長が訪れ、いたずらがバレてしまったエピソードもある。
『かりあげクン トリビュート増刊』によれば、年齢：不詳。誕生日：9月10日。愛人アリ。星座は乙女座だが、それを知ったかりあげ達が気味の悪さに嘔吐したことがある。
かりあげを雇ったことに関しては、「何であんなやつ取ったんだ」と自責の念に駆られたり、かりあげのせいで入院したりそれが長引いたこともある。しかしそれでもクビにしないことや、なぜ商社にとって命であるはずの営業課に配属しているのかは謎である（新入社員は年代により変わるがそこそこおり、人手不足が直接の原因ではないらしい）。
自身の銅像を作ろうと計画した事があるものの、業績が先代の社長ほど良くないためかりあげから「今のままじゃ アルミ像」と手紙が来た。
カラオケの十八番はクールファイブ。
高級外車を乗り回して遊んでばかりいるドラ息子が悩みのタネ。その他にも5人の子供を“外で作った”実力者でもある。かりあげからは「出生率5.0」と揶揄された。
木下社長夫人
声 - 山口奈々
眼鏡をかけている。かりあげのいたずらの被害にも遭う。自宅ではルーシーというメスのプードルを飼っていて、かりあげに散歩を頼んだところ、散歩の道すがらに出会った野良犬に交尾させた結果、野良犬との間の仔犬を産んだため、「あんな男に、散歩を頼むんじゃなかった〜!!」と悔し泣きした。
大家さん
声 - 大竹宏
かりあげのアパートの大家。
原作では家賃を徴収したり、ときおりかりあげの手助けをするだけのキャラクター。アニメでは心優しい老人。
家賃ネタが多く、家賃を貰うために仮病のかりあげを本当に病欠だと会社に証言したり、家族のおねだりをかりあげの家賃未納で言い包めたこともある。
原作では1人の娘がいるが、アニメでは2人の孫がいる。60歳。
鈴木（すずき）
かりあげの同僚。メガネをかけていて、いつも目が描かれていない。かりあげと共に外回りの営業をしていることが多く、かりあげと組んでよくいたずらをやったり冷静なツッコミ役としての出番が多い。
基本的にポーカーフェイスであるが、かりあげから社内一の切れ者（ただし、すぐにキレるという意味）と評されたこともある。
かりあげと2人で車やホットプレートなどを共同購入している。
一方、鈴木と同じ風貌で会計課の仕事をしている人物も登場し、自分の給料や会社の金に関するいたずらに巻き込まれている。
- 『かりあげクン トリビュート増刊』において、いでえいじによって主役に抜擢された作品が描かれた。

古川（ふるかわ）
声 - 難波圭一
かりあげの同僚。
眼鏡を掛けている。容姿は似ているものの鈴木とは別人（古川は目が描かれている）。
アパートで1人暮らし（5話Bパートより）。
オンボロ車持ち、かりあげ、ヒサエ、太子と33話、57話共にAパートでドライブに行くも、オンボロのためたびたび故障し、女性達を恐怖に陥れる。33話でブレーキが効かなくなり、下り坂道の連続カーブでガードレールを突破し道をはずれるも、ヒサエをして「生きてるのが不思議なくらい」と言わしめるほどの運転技術を持つ。
佐藤（さとう）
声 - 堀川亮
かりあげの同僚。
アニメ版オリジナルのキャラクター。営業成績はトップクラスでキザなところがある。
高給取りらしい描写がある一方でかりあげ達と共に安月給を嘆いているときもあり、どちらなのかよく分からない。
車を運転すると性格が変わる（16話Aパートより）。
立川（たちかわ）
声 - 佐藤浩之
かりあげの同僚。
アニメ版オリジナルのキャラクター。特徴的な髪形をしている。後輩キャラ。
女性にアタックするも、かりあげのいたずらのせいで振られる。マンションで1人暮らし（35話Bパートより）。
鈴木ヒサエ
声 - 渡辺菜生子
かりあげの同僚。
営業課のマドンナ的存在。名前はアニメ版のみ。
太子（ふとこ）
声 - 江森浩子
かりあげの同僚。
営業課のお局的存在で、中年女性。苗字は村田。太っている。名前の読みは「たいこ」ではなく、「ふとこ」である。太っているというところから太子ということ。アニメオリジナルキャラクターであるが、のちに原作でも似た容姿の人物が「係長」として登場する。
かりあげのいたずらの被害者の一人でもあり、その容姿などをネタにしたいたずらが多い。「バカにしやがって〜!!」というセリフがアニメ、漫画ともに多く存在する。例としては座布団の下に血圧計をブーブークッションの代わりに仕込まれ、腰をかけた際「ブー!」と音と同時に血圧計の針が高い位置を示し「うわ〜、すっごいケツ圧」とかりあげに言われる。セパレートタイプのエアコンを買ったときは、水着の話と勘違いして「贅肉がはみ出る」となじったかりあげを本気でぶちのめした事があり、腕力も相当ある模様。
マンションで1人暮らし（アニメ21話Bパートより）。
カヨコ
声 - 川浪葉子、原えりこ（代役）
木下社長の秘書。社内随一の美人。
もみあげクン
声 - 山田恭子
アニメ版オリジナルのキャラクター。大家さんの孫。
おかっぱちゃんの兄。かりあげのことを「からあげ」という。
おかっぱちゃん
声 - 萩森順子
大家さんの孫。
アニメ版のオリジナルのキャラクター。もみあげクンの妹。
かりあげのことを「からあげ」という。
係長（原作漫画版）
かりあげの上司。ほんにゃら産業営業部の係長で、いたずらの被害者。
本名不明の女性係長。年齢は30歳代半ばと分かっている。体重は85kg。一回10kg痩せたがリバウンドし、元の体型に戻った。血液型はB型。かっぷくが良く、メガネをかけている。『かりあげクン トリビュート増刊』によれば、単行本31巻において主任として初登場。初登場シーンは海で溺れているところから。
課長、社長と並ぶいたずらの被害者の筆頭。独り身であることや太めの体型をいつも遠回しにかりあげからからかわれている。かりあげにいたずらされた際、激怒して暴力的なツッコミを入れることが多い。一度パンチングマシンをボールごとふっ飛ばしたことがある。しかし不思議と仲は悪くなく、周囲からも「あの二人はいいコンビだね」などと評されることもある。
「タマ」という三毛猫を飼っている。
大竹（おおたけ、アニメのみ）
声 - 大竹宏
アニメ版での係長で、中年男性。温厚で多趣味。第26回の「マイホーム! マイホーム!」において郊外に建売のマイホームを購入。
妻 / ヨシオ（息子）
声 - 江森浩子 / 渡辺菜生子
出番は少なく、登場しない回も多い。
社長のドラ息子
原作のみ登場。金遣いが荒く、父親にねだって高級外車を購入したり完全に親のすねかじりである。社長本人が「息子の金遣いが荒くて困る」とこぼしていたこともあった。また、課長や社員が息子に対して敬語を使っているのをいいことに、年上の課長、社員など全員に対し友達口調で話す。かりあげのいたずらの被害者である。
- 上述のドラ息子と別に、社長の息子（メガネをかけている）や甥（遊び好き）が登場したこともある。ただ、ドラ息子と社長の息子の兄弟の順位は不明である。

山下
声 - 松尾銀三
ほんにゃら産業の大株主。小太りで、小さいことから「豆タンク」と呼ばれている。いつもメガネをかけている。

## 書誌情報
- 植田まさし『かりあげクン』双葉社〈アクションコミックス〉、既刊68巻（2023年9月10日現在）
  1. 1980年12月5日初版発行、ISBN 4-575-93014-8
  2. 1981年4月24日初版発行、ISBN 4-575-93015-6
  3. 1981年12月19日初版発行、ISBN 4-575-93016-4
  4. 1982年7月19日初版発行、ISBN 4-575-93017-2
  5. 1983年3月24日初版発行、ISBN 4-575-93018-0
  6. 1983年11月24日初版発行、ISBN 4-575-93019-9
  7. 1984年7月19日初版発行、ISBN 4-575-93020-2
  8. 1985年7月19日初版発行、ISBN 4-575-93021-0
  9. 1985年12月17日初版発行、ISBN 4-575-93022-9
  10. 1986年7月19日初版発行、ISBN 4-575-93023-7
  11. 1986年12月17日初版発行、ISBN 4-575-93024-5
  12. 1987年7月20日初版発行、ISBN 4-575-93093-8
  13. 1988年3月19日初版発行、ISBN 4-575-93115-2
  14. 1988年10月28日初版発行、ISBN 4-575-93135-7
  15. 1989年6月19日初版発行、ISBN 4-575-93168-3
  16. 1990年1月16日初版発行、ISBN 4-575-93190-X
  17. 1990年9月19日初版発行、ISBN 4-575-93218-3
  18. 1991年5月27日初版発行、ISBN 4-575-93256-6
  19. 1991年12月18日初版発行、ISBN 4-575-93282-5
  20. 1992年9月28日初版発行、ISBN 4-575-93312-0
  21. 1993年4月28日初版発行、ISBN 4-575-93331-7
  22. 1993年11月27日初版発行、ISBN 4-575-93346-5
  23. 1994年5月28日初版発行、ISBN 4-575-93364-3
  24. 1995年3月9日初版発行、ISBN 4-575-93382-1
  25. 1995年10月12日初版発行、ISBN 4-575-93418-6
  26. 1996年6月28日初版発行、ISBN 4-575-93453-4
  27. 1997年3月12日初版発行、ISBN 4-575-93492-5
  28. 1997年12月5日初版発行、ISBN 4-575-93541-7
  29. 1998年7月9日初版発行、ISBN 4-575-93571-9
  30. 1999年1月20日初版発行、ISBN 4-575-93602-2
  31. 1999年5月27日初版発行、ISBN 4-575-93620-0
  32. 2000年2月12日初版発行、ISBN 4-575-93670-7
  33. 2000年10月28日初版発行、ISBN 4-575-93716-9
  34. 2001年6月28日初版発行、ISBN 4-575-93741-X
  35. 2002年1月18日初版発行、ISBN 4-575-93768-1
  36. 2002年12月12日初版発行、ISBN 4-575-93811-4
  37. 2003年6月12日初版発行、ISBN 4-575-93836-X
  38. 2004年6月11日初版発行、ISBN 4-575-93895-5
  39. 2005年5月12日初版発行、ISBN 4-575-93919-6
  40. 2005年11月28日初版発行、ISBN 4-575-93981-1
  41. 2006年6月12日初版発行、ISBN 4-575-94014-3
  42. 2006年12月26日初版発行、ISBN 4-575-94054-2
  43. 2007年6月12日初版発行、ISBN 978-4-575-94097-8
  44. 2007年12月12日初版発行、ISBN 978-4-575-94141-8
  45. 2008年6月12日初版発行、ISBN 978-4-575-94172-2
  46. 2008年11月21日初版発行、ISBN 978-4-575-94197-5
  47. 2009年9月12日初版発行、ISBN 978-4-575-94243-9
  48. 2010年4月28日初版発行、ISBN 978-4-575-94275-0
  49. 2010年12月11日初版発行、ISBN 978-4-575-94301-6
  50. 2011年6月10日初版発行、ISBN 978-4-575-94320-7
  51. 2011年12月27日初版発行、ISBN 978-4-575-94342-9
  52. 2012年12月12日初版発行、ISBN 978-4-575-94369-6
  53. 2013年7月12日初版発行、ISBN 978-4-575-94388-7
  54. 2014年1月10日初版発行、ISBN 978-4-575-94401-3
  55. 2014年10月10日初版発行、ISBN 978-4-575-94425-9
  56. 2015年5月28日初版発行、ISBN 978-4-575-94452-5
  57. 2015年12月12日初版発行、ISBN 978-4-575-94464-8
  58. 2016年5月28日初版発行、ISBN 978-4-575-94474-7
  59. 2016年12月28日初版発行、ISBN 978-4-575-94490-7
  60. 2017年5月27日初版発行、ISBN 978-4-575-94502-7
  61. 2018年1月23日初版発行、ISBN 978-4-575-85098-7
  62. 2018年8月28日初版発行、ISBN 978-4-575-94533-1
  63. 2019年5月28日初版発行、ISBN 978-4-575-94547-8
  64. 2020年1月28日初版発行、ISBN 978-4-575-94567-6
  65. 2020年9月28日初版発行、ISBN 978-4-575-94577-5
  66. 2021年6月10日初版発行、ISBN 978-4-575-94589-8
  67. 2022年3月10日初版発行、ISBN 978-4-575-94601-7
  68. 2023年9月12日初版発行、ISBN 978-4-575-94622-2

### 特選かりあげクン
他の植田まさし作品同様、コンビニコミックスで『特選かりあげクン』が発売されている。発行は双葉社。発売日はややばらつきがあるものの、発売月は奇数月と決まっている（以下はサブタイトル、上から古い順）。読者応募型のコーナーが収録されているのが特徴。
2007年5月7日の「ストレスたまらんほんにゃらライフ」を最後にアンコールを除いて「特選」の新刊は発売されていない。2011年からはリニューアル版が刊行されている。右の年月日は、アンコールとしての発売日。
- 嗚呼、我らがほんにゃら産業（2004年7月17日発売、ISBN 4-575-99191-0）
- 嗚呼、へそまがりシングルライフ（2004年9月16日発売、ISBN 4-575-99199-6）
- 2004年いたずら珍プレー大賞編（2004年11月17日発売、ISBN 4-575-99208-9）
- そうくるか!?意外性なら日本一編（2005年1月17日発売・2008年2月8日発売）
- 超マイペースのススメ（2005年3月17日発売、ISBN 4-575-99224-0）
- 男なら、人の嫌がることをやれ!!編（2005年5月17日発売・2009年3月18日発売、ISBN 4-575-99231-3）
- ホンネで生きてりゃこの世は極楽!（2005年8月6日発売、ISBN 4-575-99240-2）
- 感情を顔へ出さずに即行動!!編（2005年9月6日発売、ISBN 4-575-99251-8）
- かりあげ四季報、株価上昇中?編（2005年11月19日発売、ISBN 4-575-99263-1）
- 新年いたずらでおめでとう!（2006年1月6日発売、ISBN 4-575-99275-5）
- 新年度?すっトボケ決算号（2006年3月6日発売、ISBN 4-575-99285-2）
- 五月病ワクチン注入中!（2006年5月6日発売・2009年5月16日発売、ISBN 4-575-99295-X）
- おつかれサマー回復法（2006年7月6日発売、ISBN 4-575-99305-0）
- かりあげ流で脳トレーニング!（2006年9月6日発売、ISBN 4-575-99315-8）
- ちょいワルならオレが先!（2006年11月6日発売、ISBN 4-575-99325-5）
- 天下無敵の負け組男、今年も続行中!?（2007年1月6日発売、ISBN 978-4-575-99334-9）
- ルーキー必見!?ほんにゃら処世術（2007年3月6日発売、ISBN 978-4-575-99343-1）
- ストレスたまらんほんにゃらライフ（2007年5月7日発売、ISBN 978-4-575-99356-1）

### 決定版 かりあげクンコレクション
2008年からは「特選〜」の続編とも言うべき『決定版 かりあげクンコレクション』が発売されている。「かりコレ」とも略される。内容は大差ないが、それでもただの名称変更ではなく「かりあげ柳多留」などのコーナーが全て変更されている。2011年には、派遣戦士山田のり子とのコラボレーション版も発売された。
- 決定版 かりあげクンコレクション
  - 初夏編（2008年5月7日発売、ISBN 978-4-575-99407-0）
  - 盛夏編（2008年7月7日発売、ISBN 978-4-575-99414-8）
  - 初秋編（2008年9月6日発売、ISBN 978-4-575-99421-6）
  - 初冬編（2008年11月6日発売、ISBN 978-4-575-99429-2）
  - 新春編（2009年1月7日発売、ISBN 978-4-575-99436-0）
  - 師走編（2009年12月19日発売、ISBN 978-4-575-99483-4）
  - 春一番編（2010年2月20日発売、ISBN 978-4-575-99491-9）
  - 陽春編（2010年4月20日発売、ISBN 978-4-575-99500-8）
  - 初夏薫風編（2010年6月19日発売、ISBN 978-4-575-99509-1）
  - 夏の思い出編（2010年8月20日発売、ISBN 978-4-575-99515-2）
  - 秋のギャグ祭編（2010年10月20日発売、ISBN 978-4-575-99521-3）
  - 笑って年越し編（2010年12月20日発売[13]、ISBN 978-4-575-99529-9）

### かりあげクンDX
2018年4月から『かりあげクンDX』が隔月で刊行中。表紙に「かりあげ川柳」が掲載されている。2020年9月28日にはからあげクンとコラボした『かりあげクンデラックス かりあげ流!働き方改革』がローソン限定で発売された。
- かりあげクンDX
  - GW笑って極楽リフレッシュ!!（2018年4月9日発売、ISBN 978-4-575-99800-9）
  - カラッと笑って梅雨知らず（2018年6月11日発売、ISBN 978-4-575-99803-0）
  - 懐さびしやサマーバケーション!（2018年8月9日発売、ISBN 978-4-575-99805-4）
  - かりあげ流!働き方改革（2018年10月5日発売、ISBN 978-4-575-99808-5）
  - ほくほく笑顔で年を越そう!（2018年12月10日発売、ISBN 978-4-575-99811-5）
  - 勝手にモテ期到来宣言〜!（2019年2月9日発売、ISBN 978-4-575-99815-3）
  - 春眠ゆるゆる〜ん祭り（2019年4月8日発売、ISBN 978-4-575-99819-1）
  - シケた気分にサヨナラ〜!（2019年6月10日発売、ISBN 978-4-575-99821-4）
  - 今夏も休まず笑わせてま〜す!（2019年8月8日発売、ISBN 978-4-575-99824-5）
  - 好きこそいたずら上手なり（2019年10月11日発売、ISBN 978-4-575-99828-3）
  - 聖なる夜にお笑いギフト!（2019年12月9日発売、ISBN 978-4-575-99831-3）
  - ボクのいたずらビターテイスト（2020年2月12日発売、ISBN 978-4-575-99835-1）
  - 笑える春ならここに来る〜!（2020年4月13日発売、ISBN 978-4-575-99838-2）
  - ココロに除湿器スイッチオン!（2020年6月8日発売、ISBN 978-4-575-99843-6）
  - しぼったネタで夏バテ知らず!（2020年8月3日発売、ISBN 978-4-575-99845-0）
  - お腹も揺れる笑いの秋祭り（2020年10月12日発売、ISBN 978-4-575-99848-1）
  - 笑って気づけば年越しスペシャル!（2020年12月14日発売、ISBN 978-4-575-99850-4）
  - 寒さ吹き飛ばす 必笑の大嵐!（2021年2月8日発売、ISBN 978-4-575-99852-8）
  - 満開で笑える春がきっと来る!（2021年4月12日発売、ISBN 978-4-575-99854-2）
  - 大人気なくても大人気!!（2021年6月14日発売、ISBN 978-4-575-99857-3）
  - 暑さけとばすお笑い基礎体力（2021年8月11日発売、ISBN 978-4-575-99860-3）
  - 秋深し笑いの逸品食べ放題!（2021年10月11日発売、ISBN 978-4-575-99862-7）
  - スッキリ笑っておめでとう!（2021年12月13日発売、ISBN 978-4-575-99864-1）
  - 彼女いない歴 真っ黒だけど!（2022年2月14日発売、ISBN 978-4-575-99866-5）
  - 連休がボクのモチベーション!（2022年4月11日発売、ISBN 978-4-575-99868-9）
  - 愛のピリ辛 夏ギフト!（2022年6月13日発売、ISBN 978-4-575-99870-2）
  - がんばるキミに爆笑打ち上げ花火!（2022年8月8日発売、ISBN 978-4-575-99872-6）
  - 秋はとことん爆笑三昧!（2022年10月11日発売、ISBN 978-4-575-99874-0）
  - イヤなこと忘れて希望の新年!（2022年12月12日発売、ISBN 978-4-575-99875-7）
  - マンガもドラマも愛してね!（2023年2月13日発売、ISBN 978-4-575-99877-1）

### てんこ盛り！かりあげクン
- てんこ盛り！かりあげクン
  - かりあげのボケ見て我がフリ直せ（2023年4月10日発売、ISBN 978-4-575-99879-5）
  - かりあげが通ると梅雨明ける（2023年6月12日発売、ISBN 978-4-575-99881-8）
  - かりあげは暑いうちに読め（2023年8月7日発売、ISBN 978-4-575-99882-5）
  - 火事場の馬鹿ウケ力（2023年10月10日発売、ISBN 978-4-575-99884-9）

## テレビアニメ版
1989年10月から1990年12月まで（フジテレビの場合）レギュラー版全59回（1話、3回構成で全177話）、1992年（同）にスペシャル版（レギュラー版から3話分と新作エピソードを放送）がそれぞれフジテレビ系列で放送された（いずれも制作・東映動画）。モノラル放送。初回放送時から長らく映像ソフト化されなかったが、2016年12月21日に全話収録のDVD-BOXが発売された（レギュラー版全59回を収録）。DVDには、特典として植田まさしの書き下ろしの漫画も収録されている。
第1回〜第17回まではかりあげの勤務先の名称が「ほんにゃら商事」だった。第18回からは原作と同じ「ほんにゃら産業」となるが、変更された理由は特に説明されていない。

### スタッフ
- 企画：清水賢治、立川善久（フジテレビ）[7]
- 原作：植田まさし（双葉社「週刊漫画アクション」連載）
- 音楽：小笠原寛[7]
- 製作担当：佐伯雅久[7]
- キャラクターデザイン：香西隆男[7]
- 美術デザイン：伊藤岩光[7]
- シリーズディレクター：芝田浩樹
- プロデューサー：横山賢二、関弘美（東映動画）[7]
- 特殊効果：山本公、平尾千秋、中島正之
- 撮影：沖田英一
- 編集：西山茂
- 録音：波多野勲、川崎公敬
- 効果：今野康之（スワラプロダクション）
- 選曲：田中英行
- 記録：岡本洋子、樋口裕子、柴八千穂、原芳子
- 演出助手：遠藤卓司、渡辺正彦、今村隆寛
- 美術進行：御園博
- 広報：重岡由美子→名須川京子（フジテレビ）
- 現像：東映化学
- アニメーション制作：東映動画
- 制作：フジテレビ、東映

### 主題歌
オープニングテーマ - 「夜の銀ギツネとタヌキ」
歌 - うしおと一郎 / 作詞 - 森雪之丞 / 作曲 - 池毅 / 編曲 - 藤原いくろう
- 単独でアニソン歌手の活動実績がある、橋本潮と水木一郎のデュエット曲。銀座の夜の女と男の騙しあいを銀ギツネとタヌキに例えコミカルに歌っている。

エンディングテーマ - 「かりあげクンのかりあげ一日（ぐらし）」
歌・作曲 - 池毅 / 作詞 - 冬杜花代子 / 編曲 - 藤原いくろう
上記2曲を収録したCDとカセットテープは、日本コロムビアより発売された。

### 各話リスト
| 話数 | サブタイトル                                                                  | 放送日          | 脚本                       | 演出              | 作画監督            | 美術                |
| ---- | ----------------------------------------------------------------------------- | --------------- | -------------------------- | ----------------- | ------------------- | ------------------- |
| 1    | ぼくイタズラの天才だ! あなたの生きがいは? かりあげクンのかりあげ              | 1989年 10月17日 | 星山博之 小山高生 大橋志吉 | 芝田浩樹 山田徹   | 山崎展義            | 坂本信人            |
| 2    | 痛快!朝の電車は楽しいな ひょうきん課長とハイキング かりあげクンがクビ!?       | 10月24日        | 五武冬史 金巻兼一          | 山田徹 芝田浩樹   | 敷島博英 大島城次   | 坂本信人            |
| 3    | あの手この手の火災訓練!? ほんにゃら大運動会 てまひまかけて                    | 10月31日        | 五武冬史 鈴木肇 大橋志吉   | 川田武範          | 森利夫              | 坂本信人 襟立智子   |
| 4    | 草野球バンザイ! デートは楽し!? いたずらショッピング                           | 11月7日         | 小山高生 外池省二 星山博之 | 吉沢孝男          | 鈴木克彦            | 坂本信人 上田三輪子 |
| 5    | 高級レストラン入門編 風邪に御用心 お見合はどっちもドッチ                      | 11月14日        | 小山高生 栗原浩一 大橋志吉 | 久岡敬史          | 山崎展義            | 坂本信人            |
| 6    | 勤労感謝!お父さんの一日 泥棒に御用心! はやく結婚しろっ!                       | 11月21日        | 鈴木肇 五武冬史 金巻兼一   | 山吉康夫          | 森利夫              | 坂本信人 吉池隆司   |
| 7    | 初級いたずら講座 実践編 迷カメラマン参上!? ほんにゃら流（珍）礼儀作法         | 11月28日        | 隅沢克之 栗原浩一 鈴木肇   | 山田徹            | 敷島博英 大島城次   | 坂本信人            |
| 8    | 社長とおでかけ珍道中! 5時から男のかりあげクン 課長、明日もよろしく…!          | 12月5日         | 星山博之 五武冬史 外池省二 | 川田武範          | 森利夫              | 坂本信人            |
| 9    | 恐怖のデパートあらし!? 課長が嫌いな課長 冬はやっぱりおなべだねェ              | 12月12日        | 金巻兼一                   | 吉沢孝男          | 鈴木克彦            | 坂本信人 池田祐二   |
| 10   | ジングルベル物語 すっかり慣れました イタズラおさめ                            | 12月19日        | 外池省二 金巻兼一          | 芝田浩樹 山吉康夫 | 山崎展義 森利夫     | 坂本信人 東條俊寿   |
| 11   | お年始 社長の豪邸拝見 気まぐれ日曜日 ゴ・ゴ・ゴルフの大爆笑                   | 1990年 1月9日   | 金巻兼一 鈴木肇 隅沢克之   | 山田徹 山吉康夫   | 大島城次 森利夫     | 坂本信人 東條俊寿   |
| 12   | 人生楽ありゃ苦もあるさ 男の手料理はアイデアが命 かりあげクンの出張            | 1月16日         | 鈴木肇 五武冬史            | 山田徹 芝田浩樹   | 山崎展義 敷島博英   | 坂本信人 松本健治   |
| 13   | 僕をスキーに連れてって! 壮絶!かりあげ対老駅員 仕事は遊びより真剣に!           | 1月23日         | 隅沢克之 栗原浩一 鈴木肇   | 川田武範          | 森利夫              | 坂本信人 東條俊寿   |
| 14   | かりあげ式冬の健康管理 社内旅行は楽しいな 鬼はァ 外ォ!!                       | 1月30日         | 五武冬史 千葉克彦 外池省二 | 吉沢孝男          | 鈴木克彦            | 坂本信人            |
| 15   | てんやわんやの入院見舞い スケート場はボクんちの庭 多趣味がとりえのボク        | 2月6日          | 大橋志吉 鈴木肇 五武冬史   | 芝田浩樹          | 山崎展義            | 坂本信人            |
| 16   | ドライブはデンジャラス! いじわるな犬 ギブミー♡チョコレート                    | 2月13日         | 金巻兼一 大橋志吉 外池省二 | 山吉康夫          | 新城真              | 坂本信人            |
| 17   | おっトット!釣りバカ日記 課長のいちばん長い日 昼のひととき                     | 2月20日         | 五武冬史 金巻兼一 栗原浩一 | 山田徹            | 大島城次 敷島博英   | 坂本信人            |
| 18   | 滑って転んでOH!雪の日 課長はつらいよ 子犬と僕の揺れるブランコ                 | 2月27日         | 千葉克彦 鈴木肇 金巻兼一   | 川田武範          | 深谷英作            | 坂本信人            |
| 19   | 課長とボクは仲良しこよし まかせて安心!お引っ越し 座禅でリフレッシュ!          | 3月6日          | 外池省二 大橋志吉 金巻兼一 | 吉沢孝男          | 鈴木克彦            | 坂本信人            |
| 20   | 適材適所 とんだ社長秘書!? 受験生の皆様お元気ですか                            | 3月13日         | 大橋志吉 五武冬史 栗原浩一 | 芝田浩樹          | 山崎展義            | 坂本信人            |
| 21   | 必殺料理人参上!! 太子さんのダイエット作戦 お巡りさんのおかげです              | 3月20日         | 千葉克彦 大橋志吉 金巻兼一 | 山吉康夫          | 新城真              | 坂本信人            |
| 22   | ハラホレ動物園にようこそ 夢の大発明!? テニスって楽しいの!?                    | 3月27日         | 金巻兼一 大橋志吉          | 山田徹            | 大島城次 敷島博英   | 坂本信人            |
| 23   | イタズラに地震あり ボクはまじめな男デス! 待ちくたびれてご苦労さま             | 4月13日         | 金巻兼一 栗原浩一          | 川田武範          | 深谷英作            | 坂本信人            |
| 24   | 親しき仲にもイタズラあり 社長を丸ごとバーベキュー 結婚式……!?                  | 4月20日         | 金巻兼一 大橋志吉          | 吉沢孝男          | 鈴木克彦            | 中山恭子            |
| 25   | ヒサエちゃんが大変だァ! お茶とお花の会 新入社員がやってきた                   | 4月27日         | 金巻兼一 大橋志吉 千葉克彦 | 芝田浩樹          | 山崎展義            | 小林勝寿            |
| 26   | 毎度お騒がせ商店街 見合い写真のウソとホント マイホーム!マイホーム!            | 5月4日          | 大橋志吉 千葉克彦 金巻兼一 | 山吉康夫          | 新城真              | 坂野文世            |
| 27   | 社長だって辛いのよ 野球は楽しくやらなきゃね とんでもピクニック!               | 5月11日         | 千葉克彦 金巻兼一 大橋志吉 | 山田徹            | 大島城次 敷島博英   | 萩原正己            |
| 28   | ゴルフの大爆笑PART2 お散歩お散歩楽しいな 歯医者復活戦!!                       | 5月18日         | 隅沢克之 金巻兼一 大橋志吉 | 川田武範          | 深谷英作            | 坂野文世            |
| 29   | 父さん、会社が倒産したよ そりゃ健康が一番さ エチケットならおまかせ!           | 5月25日         | 外池省二 金巻兼一          | 吉沢孝男          | 鈴木克彦            | 小林勝寿            |
| 30   | 本日入社!うりあげクン 不謹慎極まりないお葬式 犬もくわない兄妹ゲンカ           | 6月1日          | 星山博之 大橋志吉 金巻兼一 | 芝田浩樹          | 山崎展義            | 萩原正己            |
| 31   | OL泣かせのハラスメント 僕の㊙おしゃれ術 カヨコさんをいじめるな!               | 6月8日          | 隅沢克之 千葉克彦 金巻兼一 | 山吉康夫          | 新城真              | 中山恭子            |
| 32   | I LOVE・にゅうよ～く 立川クンの切れた赤い糸 ヒマで忙しい日曜日                | 6月15日         | 隅沢克之 金巻兼一 星山博之 | 山田徹            | 大島城次 今川よしみ | 小林勝寿            |
| 33   | これが究極のドライブだ! キッサ・テンのタイムイズオーバー 新人のおまわりさん   | 6月22日         | 千葉克彦 隅沢克之 星山博之 | 川田武範          | 深谷英作            | 坂野文世            |
| 34   | ボーリング場でガータガタ! 真面目に（ふ）まじめな人 日本大好き!お相撲万歳!!    | 6月29日         | 金巻兼一 千葉克彦 大橋志吉 | 吉沢孝男          | 鈴木克彦            | 萩原正己            |
| 35   | 翔んでイスタンプール 立川君の失恋日記 日本一のゴマスリ男!                     | 7月6日          | 隅沢克之 大橋志吉 金巻兼一 | 芝田浩樹          | 山崎展義            | 中山恭子            |
| 36   | 日本の夏!ゆかたで花火♡ お昼休みは見逃しチクリよ! いとしのカリー               | 7月13日         | 大橋志吉 隅沢克之 金巻兼一 | 山吉康夫          | 新城真              | 小林勝寿            |
| 37   | お芝居観てカ・ン・ゲ・キ! 仕事サボルのも仕事のうち なんてったって自然食       | 7月20日         | 隅沢克之 千葉克彦 星山博之 | 山田徹            | 大島城次 今川よしみ | 坂野文世            |
| 38   | 熱血!スポーツ大挑戦 キャンプでデート! 暑さにクラ・クーラー                    | 7月27日         | 隅沢克之 千葉克彦          | 川田武範          | 深谷英作            | 萩原正己            |
| 39   | 夏だ!海だ!かりあげだ 続・夏だ!海だ!かりあげだ 新・夏だ!海だ!かりあげだ        | 8月3日          | 金巻兼一                   | 吉沢孝男          | 鈴木克彦            | 中山恭子            |
| 40   | 社長宅のグルメパーティー ゲージュツはイタズラだ! のんびりノビノビ夏休み       | 8月10日         | 大橋志吉 金巻兼一 外池省二 | 芝田浩樹          | 山崎展義            | 小林勝寿            |
| 41   | 恐怖!楽しいキモだめし 待ちに待ってた出張だ! 課長、給料の前借りを!!            | 8月17日         | 隅沢克之 大橋志吉 外池省二 | 山吉康夫          | 新城真              | 坂野文世            |
| 42   | 夏休みの宿題終わったのかい? 辛くてワビしい独身貴族 まだまだ続く、暑い夜       | 8月24日         | 大橋志吉 千葉克彦 星山博之 | 山田徹            | 大島城次 今川よしみ | 萩原正己            |
| 43   | まさに読書は毒っしょッ! （珍）・子育て絵日記 社内イタズラ大合戦               | 8月31日         | 隅沢克之 大橋志吉 千葉克彦 | 川田武範          | 深谷英作            | 中山恭子            |
| 44   | ワーッ!台風がやって来たゾ 強盗さん いらっしゃ～い! 来るならこい!悪魔クン      | 9月7日          | 金巻兼一                   | 吉沢孝男          | 鈴木克彦            | 小林勝寿            |
| 45   | おみやげはナシにして! やっぱり秋が好き! タクシーの乗り方教えます!             | 9月14日         | 千葉克彦 星山博之 大橋志吉 | 芝田浩樹          | 山崎展義            | 坂野文世            |
| 46   | ゴルフの大爆笑PART3 ついに来た!芸術家への道 ㊙・競馬必勝法!                   | 9月21日         | 隅沢克之 大橋志吉          | 山吉康夫          | 新城真              | 萩原正己            |
| 47   | 社内スポーツ花ざかり 秋の味覚・さんま料理 社長の故郷だヨ～ン!!                | 10月5日         | 大橋志吉 隅沢克之          | 山田徹            | 大島城次 今川よしみ | 中山恭子            |
| 48   | 味覚・嗅覚・錯覚マツタケ 非常事態!?就職戦争 越すに越せない富士見荘            | 10月12日        | 大橋志吉 千葉克彦          | 川田武範          | 深谷英作            | 小林勝寿            |
| 49   | 不思議の国のかりあげクン 課長さん家の夫婦げんか アルバイトで大もうけ!?        | 10月19日        | 金巻兼一 大橋志吉          | 吉沢孝男          | 鈴木克彦            | 坂野文世            |
| 50   | 開店したのが運のツキ!? ラジカセで遊ぼう!! カゼはかりあげクンの特効薬          | 10月26日        | 金巻兼一                   | 芝田浩樹          | 山崎展義            | 萩原正己            |
| 51   | 辛い仕事も楽しく楽して おーさむコタツの季節です やっぱり猫の恩返し            | 11月2日         | 金巻兼一 千葉克彦          | 山吉康夫          | 新城真              | 中山恭子            |
| 52   | 何でもアリアリ野球大会 かりあげ式借金とり撃退法 釣りアホ日誌                  | 11月9日         | 大橋志吉 千葉克彦          | 山田徹            | 大島城次 今川よしみ | 小林勝寿            |
| 53   | ドッキリ温泉いい気持ち! 銀行は利用するもの遊ぶもの デートしようよ、ヒマだから | 11月16日        | 金巻兼一 大橋志吉          | 川田武範          | 深谷英作            | 坂野文世            |
| 54   | 無駄をなくしてドケチ人生 給料前のおい辛抱 おやつに命がけ!?                    | 11月30日        | 星山博之 千葉克彦 大橋志吉 | 吉沢孝男          | 山崎展義            | 萩原正己            |
| 55   | おナベの季節がやってきた けっこうしんどい健康診断 嫌よ嫌よもスキーのうち!?    | 12月7日         | 金巻兼一 大橋志吉          | 芝田浩樹          | 敷島博英 大島城次   | 中山恭子            |
| 56   | 贈って楽しい贈り物 急げ!遅刻だ、もうダメだッ!! おヒマなら来てよね             | 12月14日        | 星山博之 吉田十徳 金巻兼一 | 山吉康夫          | 新城真              | 小林勝寿            |
| 57   | 冬にドライブ、ふいにトラブル 社長のかりあげ教育法 課長の能率向上計画          | 12月19日        | 金巻兼一 千葉克彦          | 山田徹            | 大島城次 今川よしみ | 坂野文世            |
| 58   | 忘年会・かりあげVSもりあげ 火の用心 かりあげ用心 すったもんだの前借り攻撃     | 12月20日        | 千葉克彦 吉田十徳          | 川田武範          | 深谷英作            | 萩原正己            |
| 59   | 寒くて楽しい外まわり かりあげのサラリーマン講座 かりあげクン、社長になる!?    | 12月21日        | 金巻兼一 星山博之          | 吉沢孝男          | 山崎展義            | 中山恭子            |

### ネット局

#### 本放送
| 放送地域       | 放送局             | 放送期間                                                                        | 放送日時                                                 | 放送系列                      | ネット状況 | 備考                              |  |
| -------------- | ------------------ | ------------------------------------------------------------------------------- | -------------------------------------------------------- | ----------------------------- | ---------- | --------------------------------- |  |
| 関東広域圏     | フジテレビ         | 1989年10月17日 - 1990年3月27日 1990年4月13日 - 9月21日 1990年10月5日 - 12月21日 | 火曜 17:30 - 18:00 金曜 17:00 - 17:30 金曜 16:00 - 16:30 | フジテレビ系列                | 制作局     |                                   |  |
| 近畿広域圏     | 関西テレビ         | 1989年10月17日 - 1990年3月27日                                                  | 火曜 17:30 - 18:00                                       | フジテレビ系列                | 同時ネット | [ 注 15 ] [ 注 16 ]               |  |
| 北海道         | 北海道文化放送     | 1991年                                                                          | 日曜 6:45 - 7:15 日曜 8:30 - 9:00                        | フジテレビ系列                | 遅れネット |                                   |  |
| 岩手県         | 岩手めんこいテレビ | 1992年                                                                          | 土曜 6:15 - 6:45                                         | フジテレビ系列                | 遅れネット |                                   |  |
| 宮城県         | 仙台放送           | 1991年                                                                          | 月曜 - 木曜 16:30 - 17:00                                | フジテレビ系列                | 遅れネット | [ 注 17 ]                         |  |
| 長野県         | 長野放送           | 1990年 - 1991年                                                                 | 平日夕方                                                 | フジテレビ系列                | 遅れネット |                                   |  |
| 中京広域圏     | 東海テレビ         | 1993年10月1日 - 1994年3月30日 不明                                              | 月 - 金曜 7:15 - 7:30 日曜 5:30 - 6:00                   | フジテレビ系列                | 遅れネット | [ 注 18 ]                         |  |
| 岡山県・香川県 | 岡山放送           | 1991年3月25日 - 4月5日                                                          | 月 - 金曜 7:10 - 7:40                                    | フジテレビ系列                | 遅れネット | #27～36を放送、その他の期間は不明 |  |
| 島根県・鳥取県 | 山陰中央テレビ     | 1991年 - 不明                                                                   | 不明                                                     | フジテレビ系列                | 遅れネット |                                   |  |
| 山口県         | 山口放送           | 1990年 - 1991年                                                                 | 月曜 17:00 - 17:30                                       | 日本テレビ系列 テレビ朝日系列 | 遅れネット |                                   |  |
| 高知県         | テレビ高知         | 1996年                                                                          | 不明                                                     | TBS系列                       | 遅れネット | [ 注 19 ]                         |  |
| 日本全域       | フジテレビ721      | 2001年 2003年春ごろ                                                             |                                                          | CS放送                        | 遅れネット | [ 注 20 ] [ 注 21 ]               |  |

#### スペシャル
| 放送地域       | 放送局       | 放送日時                   | 放送系列       | ネット状況 | 備考 |
| -------------- | ------------ | -------------------------- | -------------- | ---------- | ---- |
| 関東広域圏     | フジテレビ   | 1992年早朝（放送日時不明） | フジテレビ系列 | 制作局     |      |
| 近畿広域圏     | 関西テレビ   | 1992年早朝（放送日時不明） | フジテレビ系列 | 同時ネット |      |
| 岡山県・香川県 | 岡山放送     | 1992年12月27日 6:45 - 7:30 | フジテレビ系列 |            |      |
| 広島県         | テレビ新広島 | 1992年12月27日 6:45 - 7:30 | フジテレビ系列 |            |      |

スペシャル版については北海道文化放送、山口放送、テレビ高知は未ネット、他の局での放送の有無については不明。

#### 再放送
- フジテレビ - 制作局。1991年10月 - 1992年2月25日の月 - 木曜 16:00 - 16:30枠にて再放送に実施（1990年に放送された分全部を放送）。
- 仙台放送 - 1994年 - 1995年本放送と同じく月曜 - 木曜 16:30 - 17:00枠にて再放送。
- 朝日放送 - 2000年ごろに第1回から第6回のみ再放送されている。
- BS松竹東急 - 2023年1月7日から同局の「土曜ドラマ」枠にて実写ドラマを放送することに合わせ、同年1月6日より3月24日まで、毎週金曜日の23:00 - 23:30に再放送されている[18]。

| フジテレビ 火曜 17:30 - 17:55      | フジテレビ 火曜 17:30 - 17:55                                       | フジテレビ 火曜 17:30 - 17:55 |
| 前番組                             | 番組名                                                              | 次番組                        |
| ---------------------------------- | ------------------------------------------------------------------- | ----------------------------- |
| パラダイスGoGo!! ※30分縮小して継続 | ティーンズゴールデンタイム・かりあげクン （1989年10月 - 1990年3月） | 再放送枠 ※16:00 - 17:55       |
| フジテレビ 火曜 17:55 - 18:00      |                                                                     |                               |
| パラダイスGoGo!! ※30分縮小して継続 | ティーンズゴールデンタイム かりあげクン （1989年10月 - 1990年3月）  | 今夜の番組から                |
| フジテレビ 金曜 17:00 - 17:25      |                                                                     |                               |
| パラダイスGoGo!!                   | 金曜アニメランド・かりあげクン ↓ かりあげクン （1990年4月 - 9月）   | 再放送枠 ※16:30 - 17:25       |
| フジテレビ 金曜 17:25 - 17:30      |                                                                     |                               |
| 再放送枠                           | 金曜アニメランド・かりあげクン ↓ かりあげクン （1990年4月 - 9月）   | 番宣番組                      |
| フジテレビ 金曜 16:00 - 16:30      |                                                                     |                               |
| 再放送枠                           | かりあげクン （1990年10月 - 12月）                                  | ドラゴンクエスト（第二部）    |

## テレビドラマ
2023年1月7日から3月25日まで、BS松竹東急の「土曜ドラマ」枠にて放送された。主演は戸塚純貴。1話3本立てで放送される。
テレビドラマ化を記念し、映像化される4コマ漫画を集めた原作漫画傑作選『かりあげクン TVドラマセレクション』が2022年12月27日に発売された。

### キャスト（テレビドラマ）
かりあげ正太
演 - 戸塚純貴
主人公。ほんにゃら産業の永遠の平社員。
清水彩花〈24〉
演 - 樋口日奈
ドラマオリジナルキャラクター。ほんにゃら産業の新人派遣社員。
太田裕子
演 - 野口かおる
ほんにゃら産業の係長。
木下優
演 - 大水洋介（ラバーガール）
藤吉の放蕩息子。ほんにゃら産業の社員。
木下藤吉
演 - 温水洋一
ほんにゃら産業の社長。
木村隆二
演 - 岩井ジョニ男（イワイガワ）
ほんにゃら産業の課長。昭和の感覚が抜けていない。
鈴木
演 - 大津尋葵
ほんにゃら産業の社員。なんたら大学OB。
古川祐太郎
演 - 岡本智礼
ほんにゃら産業の社員。かんたら大学OB。
若松幸助
演 - 岡部ひろき
ほんにゃら産業の新入社員。
杉山有紀〈27〉
演 - 斎藤亜美
ほんにゃら産業の派遣社員。
石橋
演 - 加賀成一
ほんにゃら産業の社員。
ほんにゃら産業の社員
演 - 北野真紀、池島はる香、加納和可子、太田純平、合田純奈

#### ゲスト

##### 第1話
鞍持
演 - 藤谷理子
ほんにゃら産業の経理部社員。競馬好き。

##### 第2話
岩原祐三郎
演 - 諏訪雅（第4話・最終話）
窓際社員。別名：窓際さん。机にブラインド付きの窓枠を置いている。
戸田さん
演 - 土佐和成
かりあげの飲み友達。

##### 第4話
山本さん
演 - 中山莉子（私立恵比寿中学）（第11話）
なんたら大学の就活生。水野と張り合う。
水野さん
演 - 小林歌穂（私立恵比寿中学）（第11話）
かんたら大学の就活生。山本と張り合う。

##### 第5話
飯田さん
演 - 石田剛太（第7話・最終話）
ほんにゃら産業の経理部社員。かりあげクンの先輩。卓球好き。

##### 第6話
モウモウボーイ
演 - 板倉武志
MOUMOU乳業の販売員。覆面サラリーマン。
中井
演 - 酒井善史
かりあげクンの部署違いの同僚。

##### 第8話
筒井順平
演 - 黒澤優介
テレビ番組のディレクター。「家についていく番組」でかりあげを撮影する。
橋本
演 - 大友律
テレビ番組のカメラマン。
木村マイコ
演 - 小久保柚乃（私立恵比寿中学）
木村課長の娘。高校1年生。カフェのアルバイト。

##### 第9話
隣人
演 - 神谷圭介（テニスコート）
かりあげの住むアパートの隣人。醤油を借りに来た、かりあげの訪問を受ける。
木村課長と似た容姿（七三分けに丸眼鏡でちょび髭）。
前野
演 - 前野朋哉
かりあげの住むアパートの下の階に住む女性。かりあげに醤油を借りに来る。

##### 第10話
駅員
演 - 矢崎希菜
古川が通勤で利用する駅の駅員。古川に一目ぼれされる。

##### 第11話
居酒屋の店員
演 -松室政哉（カメオ出演）
OB訪問した山本、水野が参加した杉山が主催する女子会が開かれた居酒屋の店員。

### スタッフ（テレビドラマ）
- 原作 - 植田まさし『かりあげクン』（双葉社『月刊まんがタウン』『週刊大衆』連載）[4]
- ナレーター - 前野朋哉[36]
- シリーズ構成 - 橋本尚和（ヨーロッパ企画）[4]
- 脚本 - ヨーロッパ企画（橋本尚和、黒木正浩、小林哲也、中田歩、永野宗典）、新井友香[4]、大山晃一郎
- 脚本協力 - 上田誠（ヨーロッパ企画）[4]
- 監督 - 長部洋平、小村昌士[4]、大山晃一郎
- 音楽 - 平沢敦士
- 主題歌 - 松室政哉「愛だけは間違いないからね」（オーガスタレコード）[37]
- プロデューサー - 長原竜也（BS松竹東急）、代情明彦、芝村至、黒澤優介（たむらプロ）[4]
- 製作 - BS松竹東急、AOI Pro.

### 放送日程（テレビドラマ）
| 各話   | 放送日   | サブタイトル                        | 脚本              | 監督       |
| ------ | -------- | ----------------------------------- | ----------------- | ---------- |
| 第1話  | 1月07日  | かりあげ正太と申します!             | 永野宗典          | 長部洋平   |
| 第1話  | 1月07日  | ネット社会はつらいよ                | 中田歩            | 小村昌士   |
| 第1話  | 1月07日  | 競馬大好きクラモチさん              | 中田歩            | 大山晃一郎 |
| 第2話  | 1月14日  | 窓際社員よ立ち上がれ                | 黒木正浩          | 長部洋平   |
| 第2話  | 1月14日  | 清水彩花と申します!                 | 新井友香          | 長部洋平   |
| 第2話  | 1月14日  | ほんにゃら産業の模擬面接            | 中田歩            | 大山晃一郎 |
| 第3話  | 1月21日  | 社長のドラ息子がやってきた!         | 橋本尚和          | 小村昌士   |
| 第3話  | 1月21日  | かりあげ的ゴミ箱の活用法            | 中田歩            | 長部洋平   |
| 第3話  | 1月21日  | 太田係長のなりたいモノ              | 大山晃一郎        | 大山晃一郎 |
| 第4話  | 1月28日  | 可愛いOB訪問                        | 中田歩 小村昌士   | 小村昌士   |
| 第4話  | 1月28日  | かりあげさんてミステリアス…         | 新井友香          | 小村昌士   |
| 第4話  | 1月28日  | 窓際さんのブラインド                | 黒木正浩          | 新井友香   |
| 第5話  | 2月04日  | 愛の記憶喪失                        | 新井友香          | 長部洋平   |
| 第5話  | 2月04日  | かりあげの幽体離脱                  | 永野宗典          | 長部洋平   |
| 第5話  | 2月04日  | 愛の記憶喪失 その後                 | 小林哲也          | 大山晃一郎 |
| 第6話  | 2月11日  | 覆面サラリーマン、現れる            | 黒木正浩          | 長部洋平   |
| 第6話  | 2月11日  | 脱するゲーム                        | 長部洋平          | 長部洋平   |
| 第6話  | 2月11日  | トイレの課長さん                    | 黒木正浩          | 大山晃一郎 |
| 第7話  | 2月18日  | たらい回しもホドホドに              | 橋本尚和          | 小村昌士   |
| 第7話  | 2月18日  | ダブルス結成                        | 新井友香          | 小村昌士   |
| 第7話  | 2月18日  | ダブルス、その後                    | 橋本尚和          | 大山晃一郎 |
| 第8話  | 2月25日  | 今は令和の時代です                  | 新井友香          | 小村昌士   |
| 第8話  | 2月25日  | かりあげについて行ってもいいですか? | 小林哲也          | 小村昌士   |
| 第8話  | 2月25日  | 課長、パパになる                    | 大山晃一郎        | 大山晃一郎 |
| 第9話  | 3月04日  | 都市伝説「お隣さんのお醤油」        | 長部洋平          | 長部洋平   |
| 第9話  | 3月04日  | 課長と清水さんのキャラ弁当          | 長部洋平          | 長部洋平   |
| 第9話  | 3月04日  | きき醤油対決                        | 橋本尚和          | 大山晃一郎 |
| 第10話 | 3月11日  | 残業でバキバキ                      | 橋本尚和          | 小村昌士   |
| 第10話 | 3月11日  | あゝ古川の恋                        | 小林哲也          | 小村昌士   |
| 第10話 | 3月11日  | バキバキ、その後                    | 小林哲也          | 大山晃一郎 |
| 第11話 | ３月18日 | 人気者は誰？                        | 小林哲也          | 小村昌士   |
| 第11話 | ３月18日 | かりあげさんがいなくなっちゃう      | 新井友香          | 小村昌士   |
| 第11話 | ３月18日 | 愛だけは間違いないからね            | 大山晃一郎        | 大山晃一郎 |
| 最終話 | 3月25日  | 課長のハッピーバースデー            | 小林哲也 長部洋平 | 長部洋平   |
| 最終話 | 3月25日  | 寄せ鍋ドラフト会議                  | 橋本尚和          | 大山晃一郎 |
| 最終話 | 3月25日  | さようなら、かりあげクン            | 橋本尚和          | 長部洋平   |

| BS松竹東急 土曜ドラマ                                          | BS松竹東急 土曜ドラマ                   | BS松竹東急 土曜ドラマ                       |
| 前番組                                                         | 番組名                                  | 次番組                                      |
| -------------------------------------------------------------- | --------------------------------------- | ------------------------------------------- |
| お父さん、私、この人と結婚します! （2022年10月8日 - 12月17日） | かりあげクン （2023年1月7日 - 3月25日） | めんつゆひとり飯 （2023年4月1日 - 6月24日） |

## かりあげクン トリビュート増刊
『漫画アクション』12月28日増刊号として、2005年11月28日に発売。植田まさしによる特選集と、29人の漫画家による本作のトリビュート作品（うち江口寿史の作品のみ再掲）、作家の大沢在昌によるエッセイ、作品に関する情報コラムなどが掲載された。※漫画以外の情報は記載されていない。

## 連載30周年特別記念版
連載30周年を記念して以下の3冊が発行された。
- ちょっと過激なかりあげクン BLACK（ISBN 978-4-575-94303-0）

2010年12月11日初版刊行
これまでの作品からちょっとブラックユーモアを含むネタを厳選して収録されている。
- ちょっとエッチなかりあげクン PINK（ISBN 978-4-575-94302-3）

2010年12月11日初版刊行
これまでの作品からちょっとお色気を含むネタを厳選して収録されている。
- かりあげクンベストセレクション（ISBN 978-4-575-94306-1）

2011年1月12日初版発行
これまでの作品を詰め込んだ保存版。

## 関連商品
- かりあげクンカードゲーム - 正式名称、メーカー、発売日、値段は不明
- からあげクン - ローソン店頭で調製販売されているとりから揚げ。かりあげクンのように人気が出るようにとあやかってつけられた[39]。
- かりあげクン カードでイタズラ大作戦 - サイバード、Mobage・フィーチャーフォン版、2011年、ソーシャルアプリ、アイテム課金制
- かりあげクンラバーキーホルダー - コミックマーケット83以降不定期で双葉社ブースにて限定販売。「同人誌三冊分つめて下さーい！」などのコミケに関する台詞を発しているデザイン。

## CM・広告
- 日清紡 - 1982年ごろの新聞広告。
- エスエス製薬「エスカップC1000」 - 1994年ごろのテレビCM。BGMは「疲れて、疲れて、疲れちゃったのよ」（「愛して愛して愛しちゃったのよ」の替え歌）と「日本のサラリーマン」（歌：イッセー尾形）。同僚達に残業を押し付けられるかりあげや普段のかりあげらしからぬ忙しく立ち働くかりあげをアニメで描いた。絵柄はテレビアニメ版ではなく、原作に準拠したものであった。
- 帝都高速度交通営団 - 1997年ごろ。オフピーク通勤推奨のためのポスター。プラットホームで布団を敷いて横になるかりあげの絵が描かれている。
- 日本旅行業協会 - 使用時期不明。加盟会社店頭POPやステッカーなどに使用。
- 日本管理センター - 2013年[40]。
- ビューカード - 2015年からイメージキャラクターに使用。「ビューカードゴールドプラス」の広告ではメガネをかけ、普段と異なる縦縞のスーツを着るかりあげが登場する。木村課長が一緒に使用される広告もある。2017年からはApple Payを使ってデートを楽しむ「スマートなカード」の新作CMが製作され、かりあげ役をファッションモデルのFalが演じている。本作が実写化されるのはこれが初めてとなる[41]。
- サントリー ワインカフェ「ワインソーダベース」 - 2023年6月27日から広告キャラクター。